# Raffaele Di Gennaro
Raffaele Di Gennaro (nascut el 3 d'octubre de 1993) és un futbolista professional italià que juga com a porter a l'Inter de Milà, club de la Serie A.

## Carrera de club

### Inter de Milà
Di Gennaro va ser el porter titular de l'Inter sub-19, que va acabar guanyant la NextGen Series i el Campionato Nazionale Primavera . Di Gennaro es va perdre la meitat de les temporades 2010-11 i 2011-12 a causa d'una lesió. Di Gennaro va romandre com un dels porters del Primavera a la temporada 2012-13 com a jugador major d'edat.

#### Cessió al Cittadella
El juliol de 2013, Di Gennaro va ser cedit al club Cittadella de la Serie B Va debutar com a professional l'11 d'agost a la segona ronda de la Coppa Italia en una victòria per 1-0 a casa contra el Savona. Sis dies més tard, el 18 d'agost, va jugar a la tercera ronda en una derrota per 4-0 fora de casa contra l'Inter. El 24 d'agost, Di Gennaro va debutar a la Serie B i va mantenir la porteria a zero per primera vegada amb el Cittadella en un empat a 0 fora de casa contra l'Spezia. El 14 de setembre va mantenir la seva porteria a zero per segona vegada en un empat a casa 0-0 contra Latina. Dues setmanes més tard, el seu tercer gol en una victòria per 1-0 a casa contra el Crotone. Di Gennaro va acabar la seva cessió al Cittadella amb 41 partits, 12 partits sense encaixar la porteria i 50 gols encaixats.

#### Cessió al Latina
L'11 de juliol de 2014, Di Gennaro va ser fitxat pel Latina amb un contracte de cessió per una temporada. El 4 d'octubre va debutar amb la Latina a la Serie B en una derrota per 1-0 fora de casa contra el Trapani, en el seu partit de debut va rebre una targeta vermella. El 6 de desembre, Di Gennaro va mantenir la seva porteria a zero per primera vegada amb la Latina en un empat a 0 fora de casa contra el Perugia. Nou dies més tard va mantenir la seva porteria a zero per segona vegada en una victòria per 1-0 a casa contra el Varese, i el 28 de desembre la tercera en un empat a 0 fora de casa contra el Modena. Di Gennaro va acabar la seva cessió a la Latina amb 28 partits, 11 partits sense encertar la porteria i 23 gols encaixats.
L'11 de juliol de 2015 va tornar al Latina de la Serie B per a la seva segona cessió. El 9 d'agost, Di Gennaro va jugar el seu primer partit de la temporada amb la Latina a la segona ronda de la Coppa Italia, en una derrota per 4-1 a casa contra el Pavia. El 6 de setembre va debutar per "segona vegada" a la Sèrie B amb el club en un empat a 1 fora de casa contra el Novara. L'11 d'octubre, Di Gennaro va mantenir la seva porteria a zero per primera vegada de la temporada en una victòria per 2-0 fora de casa contra el Modena. El 15 de novembre de 2016 es va lesionar la mà durant un partit contra l'Avellino, després d'això va esdevenir el segon porter, però no va jugar cap altre partit. Di Gennaro va acabar la seva segona cessió a la Latina amb 13 partits, només va mantenir la porteria a zero 3 vegades i va encaixar 19 gols.

#### Cessió al Ternana
El 19 d'agost de 2016, Di Gennaro i Fabio Della Giovanna van ser cedits al Ternana Calcio de la Sèrie B amb un préstec durant tota la temporada.  El 7 de setembre va debutar amb el Ternana i va mantenir la porteria a zero per primera vegada amb el club a la Serie B en una victòria per 1-0 contra el Pisa. El 20 de setembre va mantenir la seva porteria a zero per segona vegada en un empat a casa 0-0 contra el Bari. Es va convertir en el segon porter després de l'arribada de Simone Aresti cedit pel Pescara. Di Gennaro només va mantenir la porteria a zero en aquests dos partits en 16 partits jugats amb el Ternana, i va encaixar 23 gols.

#### Cessió a l'Spezia
El 12 de juliol de 2017, Di Gennaro i Francesco Forte van ser fitxats per l'equip de la Serie B Spezia amb una cessió per una temporada. El 3 de setembre va debutar amb el Spezia a la Sèrie B en una derrota per 1-0 a casa contra el Carpi, aquest va ser el seu 100è partit professional. Dues setmanes més tard va aconseguir mantenir la seva porteria a zero per primera vegada amb l'Spezia en un empat a 0 fora de casa contra el Venezia. Quatre dies més tard, el 19 de setembre, va mantenir la seva porteria a zero per segona vegada en una victòria per 1-0 a casa contra el Novara. El 28 d'octubre, el seu tercer gol en un empat a 0 a casa contra el Cittadella. Di Gennaro va acabar la seva cessió de tota la temporada al Spezia amb 23 partits, 11 porteries a zero i 18 gols encaixats.

#### Temporada 2018-19
Di Gennaro no va ser cedit per a la temporada 2018-19 i va ser inclòs a la plantilla europea de l'Inter per a la Lliga de Campions de la UEFA 2018-19 així com per a la Lliga Europa de la UEFA 2018-19. No obstant això, Di Gennaro va ser exclòs de la llista de convocats per a la Serie A. Se li va assignar la samarreta número 93.

### Sèrie C
El 13 d'agost de 2019, Di Gennaro va fitxar pel club Catanzaro de la Sèrie C en un traspàa gratuït i hi va signar un contracte de dos anys.
El 14 d'agost de 2021 va fitxar pel Pescara, també de la Serie C.
El 18 de juliol de 2022, Di Gennaro va signar amb contracte amb l'AS Gubbio.

### Retorn a l'Inter de Milà
El 13 de juliol de 2023, Di Gennaro va tornar a l'Inter signant un contracte d'un any. El 26 de maig de 2024 va debutar amb el primer equip del seu club de la infància, entrant com a substitut d'Emil Audero al minut 68 en l'últim partit de la temporada 2023-24 contra el Hellas Verona.

## Palmarès
Inter Primavera
- Sèrie NextGen: 2011-12[35]
- Campionato Nazionale Primavera : 2011–12

Inter de Milà
- Sèrie A: 2023–24[36]
- Supercoppa Italiana: 2023;[37]subcampió: 2024[38]